# مرکز مالی پوزنان
مرکز مالی پوزنان (به لاتین: Poznań Financial Centre) یک ساختمان در لهستان است که در پوزنان واقع شده‌است.